# Canton de Moissac
Le canton de Moissac est une circonscription électorale française du département de Tarn-et-Garonne.

## Histoire
Créé au XIXe siècle, le canton disparaît en 1973 à la suite de la création des cantons de Moissac-1 et Moissac-2 par décret du 13 juillet 1973.
Un nouveau découpage territorial de Tarn-et-Garonne entre en vigueur à l'occasion des premières élections départementales suivant le décret du 27 février 2014. Les conseillers départementaux sont, à compter de ces élections, élus au scrutin majoritaire binominal mixte. Les électeurs de chaque canton élisent au Conseil départemental, nouvelle appellation du Conseil général, deux membres de sexe différent, qui se présentent en binôme de candidats. Les conseillers départementaux sont élus pour 6 ans au scrutin binominal majoritaire à deux tours, l'accès au second tour nécessitant 12,5 % des inscrits au 1er tour. En outre la totalité des conseillers départementaux est renouvelée. Ce nouveau mode de scrutin nécessite un redécoupage des cantons dont le nombre est divisé par deux avec arrondi à l'unité impaire supérieure si ce nombre n'est pas entier impair, assorti de conditions de seuils minimaux. En Tarn-et-Garonne, le nombre de cantons passe ainsi de 30 à 15. Le canton de Moissac est reconstitué par ce décret.
Le nouveau canton de Moissac est formé de communes des anciens cantons de Moissac-1 et Moissac-2 (3 communes au total). Il est entièrement inclus dans l'arrondissement de Castelsarrasin. Le bureau centralisateur est situé à Moissac.

## Représentation

### Conseillers d'arrondissement (de 1833 à 1940)
Le canton de Moissac avait deux conseillers d'arrondissement.
Il appartenait à l'arrondissement de Moissac jusqu'à sa disparition en 1926.
| Période                                  | Période      | Identité                                   | Étiquette   | Qualité                                                                                                  |
| ---------------------------------------- | ------------ | ------------------------------------------ | ----------- | --- |
| 1833                                     | 1839         | Hugues Joseph Cabanès (1787-1877)          |             | Propriétaire à Moissac                                                                                   |
| 1833                                     | 1848         | Bernardin Fieuzal                          |             | Notaire à Moissac                                                                                        |
| 1839                                     | 1848         | Arnaud Colombié                            |             | Maire de Moissac (1838-1848)                                                                             |
|                                          |              |                                            |             | |
| 1886                                     |              | Jean-Anselme Lassalle                      | Républicain | Maire de Malause                                                                                         |
| 1886                                     | 1898         | Jean Pierre Antonin Bergougnan (1854-1911) | Républicain | Avocat à Moissac                                                                                         |
| 1898                                     |              | Paulin Dupuy                               | Radical     | Docteur-médecin à Moissac                                                                                |
| 1898                                     | 1937 (décès) | Eugène Falguières                          | Radical     | Maire de Lizac (1892-1937), Président du Conseil d'arrondissement                                        |
|                                          |              |                                            |             | |
| 1910                                     |              | M. Laporte                                 | Radical     | |
|                                          |              |                                            |             | |
| 1922                                     | 1935 (décès) | Louis Montiès                              | RG          | Propriétaire viticulteur à Moissac                                                                       |
| 15 décembre 1935                         | 1940         | Pierre Chaloupy                            | Radical     | Maire de Saint-Paul-d'Espis (1912-1941)                                                                  |
| 1937                                     | 1940         | M. Villeneuve                              | Radical     | Médecin, adjoint au maire de Moissac                                                                     |
| 1940                                     |              |                                            |             | Les conseils d'arrondissement sont suspendus par la loi du 12 octobre 1940 et n'ont jamais été rétablis. |
| Les données manquantes sont à compléter. |              |                                            |             | |

### Conseillers généraux de 1833 à 1973
| Période | Période          | Identité                               | Étiquette    | Qualité |
| ------- | ---------------- | -------------------------------------- | ------------ | --- |
| 1833    | 1848             | Baron Raymond Duprat                   | Conservateur | Ancien auditeur au Conseil d'État, puis Sous-Préfet Propriétaire à Moissac Député (1831-1848)                           |
| 1848    | 1861             | Bernardin Fieuzal                      |              | Notaire à Moissac, conseiller d'arrondissement                                                                          |
| 1861    | 1863 (décès)     | Henry Galard de Brassac Comte de Béarn |              | Aspirant diplomatique                                                                                                   |
| 1863    | 1871             | Hugues Teyssier                        |              | Propriétaire, banquier à Moissac                                                                                        |
| 1871    | 1877             | Antoine Gillet                         | Républicain  | Médecin à Moissac |
| 1877    | 1894 (démission) | Pierre Chabrié                         | Républicain  | Avocat Député (1876-1877, 1881-1885 et 1889-1893) Maire de Moissac (1876-1877 et 1878-1894)                             |
| 1894    | 1913             | Jules Salers                           | Républicain  | Avocat - Maire de Moissac (1902-1916)                                                                                   |
| 1913    | 1919             | Roger Delthil                          | Radical      | Procureur de la République à Angoulême (Charente)                                                                       |
| 1919    | 1925             | Adrien Chabrié (fils de P.Chabrié)     | RG           | Ministre plénipotentiaire, Député (1893-1903), Sénateur (1903-1909) Maire de Moissac                                    |
| 1925    | 1940             | Roger Delthil                          | Radical      | Magistrat Député (1924-1927) Sénateur (1927-1944) Maire de Moissac (1925-1941) Président du Conseil Général (1937-1940) |
|         |                  |                                        |              | |
| 1945    | 1970             | Marcel Tardis (1906-1972)              | Radical      | Pharmacien, premier adjoint au maire de Moissac                                                                         |
| 1970    | 1973             | Roger Sarrau (1924-1995)               | UDR          | Médecin à Moissac |

### Conseillers départementaux depuis 2015
| Période élective | Période élective | Mandat | Mandat   | Identité            | Nuance | Nuance | Qualité                                                                                              |
| ---------------- | ---------------- | ------ | -------- | ------------------- | ------ | ------ | --- |
| 2015             | 2021             | 2015   | 2021     | Maryse Baulu        |        | LR     | Médecin spécialiste Conseillère municipale de Moissac                                                |
| 2015             | 2021             | 2015   | 2021     | Jean-Michel Henryot |        | LR     | Médecin généraliste retraité Maire de Moissac (2014-2020) 3e vice-président du conseil départemental |
| 2021             | 2028             | 2021   | en cours | Any Delcher         |        | RN     | Assistante juridique Adjointe au maire de Moissac                                                    |
| 2021             | 2028             | 2021   | en cours | Romain Lopez        |        | RN     | Ancien assistant parlementaire Maire de Moissac depuis 2020.                                         |

### Résultats détaillés

#### Élections de 2015
À l'issue du premier tour des élections départementales de 2015, deux binômes sont en ballotage : Maryse Baulu et Jean-Michel Henryot (union de la droite, 34,21 %) et Marie-Claude Dulac et Laurent Trouve (FN, 29,15 %). Le taux de participation est de 56,86 % contre 58,89 % au niveau départemental et 50,17 % au niveau national. Au second tour, Maryse Baulu et Jean-Michel Henryot (union de la droite) sont élus avec 62,69 % des suffrages exprimés et un taux de participation de 56,89 %.

#### Élections de 2021
Le premier tour des élections départementales de 2021 est marqué par un très faible taux de participation (33,26 % au niveau national). Dans le canton de Moissac, ce taux de participation est de 41,01 % (3 976 votants sur 9 696 inscrits) contre 40,22 % au niveau départemental. À l'issue de ce premier tour, deux binômes sont en ballotage : Any Delcher et Romain Lopez (RN, 57,42 %) et Sabine Augé et Bernard Garguy (Union au centre et à gauche, 23,6 %). Le binôme RN l’emporte au second tour avec 62,68 %.

## Composition

### Composition avant 1973
Avant sa scission, le canton de Moissac est composé de sept communes entières :
- Moissac (chef-lieu),
- Boudou,
- Lizac,
- Malause,
- Montesquieu,
- Saint-Paul-d'Espis,
- Saint-Vincent-Lespinasse.

Jusqu'en 1926, le canton faisait partie de l'ancien arrondissement de Moissac.

### Composition depuis 2015
Le nouveau canton de Moissac comprend désormais trois communes entières.
| Nom                             | Code Insee | Intercommunalité          | Superficie (km2) | Population (dernière pop. légale) | Densité (hab./km2) | Modifier                                    |
| ------------------------------- | ---------- | ------------------------- | ---------------- | --------------------------------- | ------------------ | ------------------------------------------- |
| Moissac (bureau centralisateur) | 82112      | CC Terres des Confluences | 85,95            | 13 652 (2022)                     | 159                | modifier les données · modifier les données |
| Lizac                           | 82099      | CC Terres des Confluences | 9,42             | 545 (2022)                        | 58                 | modifier les données · modifier les données |
| Montesquieu                     | 82127      | CC Terres des Confluences | 28,65            | 747 (2022)                        | 26                 | modifier les données · modifier les données |
| Canton de Moissac               | 8205       |                           | 124,02           | 14 944 (2022)                     | 120                | modifier les données                        |

## Démographie
En 2022, le canton comptait 14 944 habitants, en évolution de +7,32 % par rapport à 2016 (Tarn-et-Garonne : +3,12 %, France hors Mayotte : +2,11 %).
| 2013   | 2018   | 2022   |
| ------ | ------ | ------ |
| 13 844 | 14 466 | 14 944 |